# Jeppe Højbjerg
Jeppe Højbjerg (Esbjerg, 30 aprile 1995) è un calciatore danese, portiere svincolato.

## Carriera

### Club
Ha giocato nel campionato danese.

### Nazionale
Ha rappresentato la Danimarca alle Olimpiadi del 2016, dove ha collezionato 4 presenze.